# Anatoma weddelliana
Anatoma weddelliana is een slakkensoort uit de familie van de Anatomidae. De wetenschappelijke naam van de soort is voor het eerst geldig gepubliceerd in 2007 door Zelaya & Geiger.